# Linda Stahl
Linda Stahl (Steinheim, 2 ottobre 1985) è una giavellottista tedesca, campionessa europea a Barcellona 2010.

## Palmarès
| Anno | Manifestazione   | Sede           | Evento                 | Risultato | Prestazione | Note                                     |
| ---- | ---------------- | -------------- | ---------------------- | --------- | ----------- | ---------------------------------------- |
| 2007 | Europei under 23 | Debrecen       | Lancio del giavellotto | Oro       | 62,17 m     |                                          |
| 2007 | Mondiali         | Osaka          | Lancio del giavellotto | 8ª        | 61,03 m     |                                          |
| 2009 | Mondiali         | Berlino        | Lancio del giavellotto | 5ª        | 63,23 m     |                                          |
| 2010 | Europei          | Barcellona     | Lancio del giavellotto | Oro       | 66,81 m     | Miglior prestazione personale            |
| 2011 | Mondiali         | Taegu          | Lancio del giavellotto | Finale    | dns         |                                          |
| 2012 | Europei          | Helsinki       | Lancio del giavellotto | Bronzo    | 63,69 m     |                                          |
| 2012 | Giochi olimpici  | Londra         | Lancio del giavellotto | Bronzo    | 64,91 m     | Miglior prestazione personale stagionale |
| 2013 | Mondiali         | Mosca          | Lancio del giavellotto | 4ª        | 64,78 m     |                                          |
| 2014 | Europei          | Zurigo         | Lancio del giavellotto | Bronzo    | 63,91 m     |                                          |
| 2015 | Mondiali         | Pechino        | Lancio del giavellotto | 10ª       | 59,88 m     |                                          |
| 2016 | Europei          | Amsterdam      | Lancio del giavellotto | Argento   | 65,25 m     | Miglior prestazione personale stagionale |
| 2016 | Giochi olimpici  | Rio de Janeiro | Lancio del giavellotto | 11ª       | 59,71 m     |                                          |

## Altre competizioni internazionali
2014
- Oro in Coppa Europa invernale di lanci ( Leiria), lancio del giavellotto - 61,20 m
- Bronzo agli Europei a squadre ( Braunschweig), lancio del giavellotto - 61,58 m
- 5ª in Coppa continentale ( Marrakech), lancio del giavellotto - 60,14 m
- Campionati europei a squadre di atletica leggera ( Braunschweig)